# Толмачев, Александр Вячеславович

## Биография
Родился в 1982 году в Москве в Сокольническом районе. Как он сам указывает в интервью, с раннего детства интересовался живой природой, космосом и устройством человеческого тела. С родителями посещал московские музеи, любил читать детские энциклопедии.
В 2005 г. закончил Московскую медицинскую академию по специальности врач. Постоянно увлекался естественными науками и самостоятельно изучал биологию.
С 2007 по 2018 г. работал в медицинском отделе крупных фармацевтических компаний, занимался клиническими исследованиями. Имеет публикации в профессиональных журналах (статьи об оптимизации деятельности медицинского отдела) был в качестве докдадчика на международных конференциях.
Женат, имеет четверых детей.

## Радиопередачи
С 2018 г. ведет еженедельную авторскую радиопередачу «Всё обо всём» на радиостанции «Говорит Москва» об окружающем мире для детей и родителей. Эфиры представляют авторские циклы детских лекций о природе: «Земля динозавров», «Как устроено наше тело», «Красная книга России».
3а более чем 2 года выхода в эфир состоялось более 100 радиопередач. Суммарная аудитория программы, включая просмотры трансляций радиоэфиров в социальной сети Инстаграм, составляет от 40 до 50 тысяч
С 2019 г. регулярный гость радиопередач «Хочу всё знать» и «Физики и лирики» на радиостанции «Маяк».В работе активно использует переработанные мотивы детских книг «20 000 лье под водой», «Затерянный мир», «Книга джунглей», «Удивительное путешествие Нильса Хольгерссона с дикими гусями по Швеции» .

## Детский лекторий
С 2015 года выступает в детских учреждениях (постоянный лектор РГДБ) с иллюстрированными рассказами о животных. Утверждает, что для донесения знаний в первую очередь следует думать об интересах самих детей. Предлагает использовать интересы как «крючочки», к которым прикрепляется информация. Считает что разоблачение мифов и заблуждений, закладывает основы критического мышления.
Циклы иллюстрированных лекций Александра Толмачёва также выложены на его сайте detlektor.ru. 
Некоторые из тем лекций:
- Все ли динозавры вымерли?
- Что внутри Бермудского треугольника?
- Где живут драконы?
- Вымер ли мегалодон?
- Как устроены чёрные дыры?
- Суперхищники Арктики

## Блог
С 2016 года ведет популярный блог об окружающем мире для детей и родителей на платформе Инстаграм. Блог Александра находится на третьем месте по популярности среди инстаграм-аккаунтов, посвященных обучению в России. Каждый день автор рассказывает истории о живой и неживой природе, публикует интересные иллюстрации и видео, постоянно отвечает на вопросы детей и их родителей. К августу 2021 года блог читает более 960 тысяч человек.

## «Гдекток»
с 2021 года — автор и ведущий познавательного шоу «Гдекток» для детей. В передаче Александр путешествует в пространстве и времени на своем космическом корабле-капсуле, проникая в различные части планеты Земля и недоступные уголки Солнечной системы, доступно рассказывает и наглядно показывает о происхождении и образе жизни современных и вымерших животных, а также о природе астрономических объектов. Шоу выходит в онлайн-кинотеатре Окко.
Александр о проекте «Гдекток»: «Этот проект осуществил мои детские мечты — заглянуть в эпоху динозавров, побывать в далеком космосе, опуститься на дно океана. Я счастлив, что теперь мои юные читатели и слушатели смогут стать моими попутчиками. Теперь я буду не только объяснять, но и показывать, как устроен наш удивительный мир. Мы вместе увидим природу такой, какой вы никогда её не видели».

## Другое
- победитель премии[8] Русского Географического общества «Хрустальный компас»[3] в категории «Просвещение» за 2021 год
- финалист литературной премии «Здравомыслие»[9]
- дипломант премии «За верность науке»[10][11]
- дипломант премии «Знание»[12]
- автор книг и энциклопедий[13][14][15]
- ежегодный спикер на Всероссийском фестивале детской книги[16]
- автор платформы Uchi.ru[17]
- автор канала на Youtube